# متفاوتات الأشواك
متفاوتات الأشواك (الاسم العلمي: Xenacanthida) (أو Xenacanthiforms)، وهي رتبة من أسماك القرش منقرضة ظهرت خلال العصر الفحمي السفلى. وتشمل هذه الرتبة فصيلة متفاوتة الأشواك (Xenacanthidae)، وديبلوسيلشيداي (Diplodoselachidae)، ومستقيمة الأشواك (Orthacanthidae). أبرز أعضاء المجموعة هي جنسي مستقيمة الأشواك ومتفاوت الأشواك. تنمو بعض متفاوتات الأشواك إلى طول 5 أمتار، ومعظم أشكالها لها أشواك مسننة كبيرة تمتد من خلف الرقبة. ويتميز متفاوت الأشواك بالأسنان. انقرض متفاوتات الأشواك في نهاية العصر البرمي في انقراض البرمي-الثلاثي، وبقيت بعض الأشكال على قيد الحياة في العصر الثلاثي.